# Agnes von der Vierbecke
Agnes von der Vierbecke, auch Agneta, (* um 1341 in Hengsen (heute Holzwickede); † 4. Oktober 1378 in Dortmund) ist eine Person der Holzwickeder und Dortmunder Geschichte.
Agnes (auch Nyse genannt) wurde auf dem Hengser Adelshof Haus Vierbecke geboren und wuchs dort auf.
Sie heiratete – vermutlich um 1360 – den Dortmunder Patrizier Sudermann und hatte mit ihm einen Sohn, Arnold (oder Arnt) Sudermann. 
Zur Person der Geschichte wurde sie durch eine Fehde der Dortmunder mit dem Grafen Dietrich von Dinslaken, einem Bruder des Grafen von der Mark. Die verwitwete Agnes war mit Dietrich befreundet. Am 4. Oktober 1378, dem Sonntag nach Michaelis, sollte sie Bewaffneten des Grafen Zugang zur stark befestigten Stadt verschaffen. Zu diesem Zweck versteckte sich ein Trupp märkischer Soldaten in einem ihrer Heuwagen, die Agnes – zusammen mit einer Fuhre Holz – zum Dortmunder Wißstraßentor lenkte. Insgesamt kam sie mit zwei Wagen. Das eine Gespann fuhr sie, das andere wohl ihr Sohn. Vor dem Tor warteten versteckt im Gebüsch der Graf Conrad von Dortmund und der Rest seiner Mannen. Gegenüber den Torwachen behauptete Agnes, das Heu und das Holz seien für sie selbst, um auf diese Weise die Bewaffneten in die Stadt zu schmuggeln. Den ersten Wagen stellte sie so in das äußere Tor, dass dieses nicht mehr geschlossen werden konnte. Den Torwächter Hermann Rübenkamp, der die schöne Witwe persönlich kannte und nichts Böses ahnte, lenkte sie ab, indem sie ihn bat, ihr einen Topf Pfefferpotthast von den Fleischbänken zu holen. Rübekamp verließ pflichtwidrig seinen Posten und ging zu den Fleischbänken. Da Agnes annahm, auch das innere Tor sei schon geöffnet, erstieg sie den Wißstraßentorturm und gab mit einem weißen Taschentuch das vereinbarte Zeichen. Alle feindlichen Truppen stürmten mit lautem Geschrei los, aber das innere Tor war wider Erwarten doch noch geschlossen. Durch den Lärm der Angreifer wurde diese von den Dortmundern als Verrat gebrandmarkte List jedoch entdeckt. Sämtliche angreifenden Soldaten wurden von den Wachen und der Bürgerwehr erschlagen. Agnes und zwei ihrer Helfer, ihr Sohn Arnold und der junge Graf Conrad von Dortmund, wurden auf dem Wißstraßentorturm festgenommen. Sie wurden noch am selben Tage angeklagt, verurteilt und in Dortmund auf dem Alten Markt hingerichtet. Das gleiche Schicksal ereilte auch die allzu hilfsbereite Torwache Hermann Rübenkamp. Arnold, Conrad und Rübenkamp wurden enthauptet, Agnes angeblich auf dem für die List benutzten Holzwagen verbrannt. 
Graf Dietrich und die mit ihm in der Fehde Verbündeten beschworen Agnes’ Unschuld. Ihr Bruder Johann von Wickede und der Graf von Dortmund bezichtigten den Rat der Reichsstadt einer Unrechtstat und verbreiteten dies gegenüber anderen Stadträten. Diesen Schluss lässt jedenfalls ein Schreiben der Dortmunder an den Rat von Danzig zu, worin noch einmal die Rechtmäßigkeit der Verurteilung dargestellt wird. Zehn Jahre später nahm Graf Engelbert III. von der Mark die, wie er erklärte, ungerechtfertigte Hinrichtung als Anlass für die Große Dortmunder Fehde. Erst mit dem Friedensschluss der Großen Fehde söhnten sich Agnes’ Familie und der Dortmunder Rat 1392 aus.
Die Erinnerung an den Sieg über den listigen Grafen Dietrich von Dinslaken und den „Verrat“ der Agnes von der Vierbecke ist bis heute in Dortmund lebendig. Alljährlich Ende September, Anfang Oktober, lebt das Gedenken beim Pfefferpotthastfest auf dem Alten Markt wieder auf.